# Zona de Fresnel

Zona de Fresnel: D é a distância entre o transmissor e o receptor; r é o raio da primeira zona de Fresnel (n=1) no ponto P. P está a uma distância d1 do transmissor, e d2 do receptor.

Em óptica e comunicações de rádio (na verdade, em qualquer situação que envolva a radiação de ondas , que inclui eletrodinâmica, acústica, radiação gravitacional e sismologia), uma zona de Fresnel, nomeado a partir do físico Augustin-Jean Fresnel , é um dos (teoricamente infinitos) elipsóides concêntricos que define os volumes do padrão de radiação (geralmente) de abertura circular. As zonas de Fresnel resultam de difração por uma abertura circular.
A seção transversal da primeira zona de Fresnel (mais interna) é circular. As zonas de Fresnel subsequentes são coroas circulares (em forma de donut ou rosquinha) em seção transversal, e concêntrico com o primeiro.
Para maximizar o sinal do receptor , é preciso minimizar o efeito da perda de obstrução  removendo obstáculos da linha de visada. Os sinais mais fortes estão na linha direta entre o transmissor e o receptor e sempre encontram-se na primeira zona de Fresnel.
Se desobstruída , as ondas de rádio vão viajar em uma linha reta a partir do transmissor para o receptor. Mas se existem superfícies reflexivas ao longo do caminho , como corpos de água ou terrenos liso, as ondas de rádio refletidas essas superfícies podem chegar fora de fase (por refletir em uma superfície dentro de uma zona de Fresnel par) com os sinais que viajam diretamente e reduzir a potência do sinal recebido. Por outro lado, a reflexão (de uma superfície dentro de uma zona de Fresnel impar) pode aumentar a potência do sinal recebido se a reflexão e os sinais directos chegam em fase. Às vezes, isto resulta na descoberta contra-intuitiva de que a redução da altura de uma antena aumenta a relação sinal-ruído.
Fresnel proporcionou um meio para calcular onde as zonas estão, determinando se um obstáculo influenciará principalmente na fase ou fora de fase entre o transmissor e o receptor. Obstáculos na primeira zona de Fresnel irão criar sinais com uma defasagem de 0 a 180 graus, na segunda zona que será 180 a 360 graus defasados, e assim por diante . Zonas pares têm a fase de máximo efeito de cancelamento e zonas ímpares pode realmente aumentar a potência do sinal .

## Determinando o espaço livre da zona de Fresnel

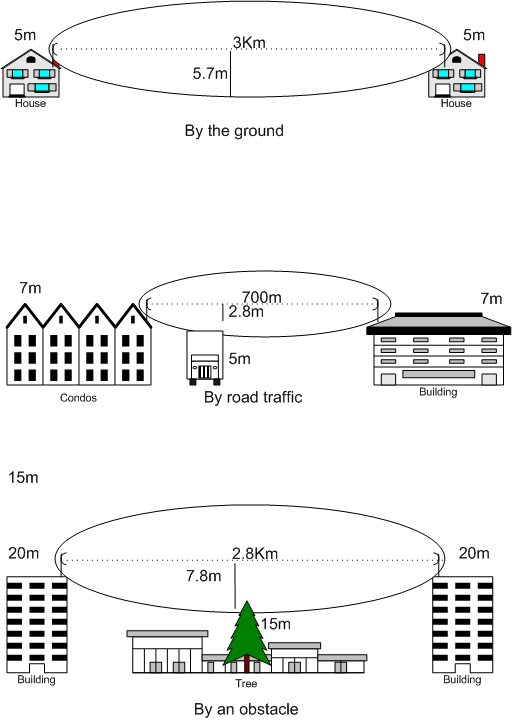
Alguns exemplos de como a zona de Fresnel pode ser obstruída.

O conceito de apuramento zona de Fresnel pode ser usada para analisar a interferência por obstáculos próximos do caminho de um feixe de rádio. A primeira zona deve ser mantida em grande parte livre de obstruções para evitar interferir com a recepção do rádio. No entanto, alguma obstrução das zonas de Fresnel pode muitas vezes ser toleradas, como regra geral a obstrução máximo permitido é de 40%, mas a obstrução recomendada é de 20% ou menos.
Para o estabelecimento de zonas de Fresnel, primeiro determinar a linha de visada, que em termos simples, é uma linha reta entre a transmissão e recepção de antenas. Agora, as zonas circundantes da linha de visada são chamadas zonas de Fresnel.
A equação geral para calcular o raio da zona de Fresnel em qualquer ponto P entre as extremidades do link é o seguinte: 
{\displaystyle F_{n}={\sqrt {\frac {n\lambda d_{1}d_{2}}{d_{1}+d_{2}}}}}
sendo,
Fn = O raio da enésima zona de Fresnel em metros
d1 = A distância do ponto P para uma das antenas em metros
d2 = A distância do ponto P para a outra antena em metros
{\displaystyle \lambda } = O comprimento de onda do sinal transmitido em metros
O raio da secção transversal de cada zona de Fresnel é maior no centro da linha de visada, contraindo-se para um ponto na antena em cada extremidade. Para aplicações práticas, é muitas vezes útil para saber o raio máximo da primeira zona de Fresnel. A partir da fórmula acima, as fórmulas seguintes podem ser obtidos, utilizando {\displaystyle d_{1}=d_{2}}, {\displaystyle D=d_{1}+d_{2}} e {\displaystyle \lambda ={\frac {c}{f}}}. Temos agora uma maneira fácil de calcular o raio da primeira zona de Fresnel sabendo que a distância entre as duas antenas e da frequência do sinal transmitido.
No SI:
{\displaystyle r=8.657{\sqrt {{D} \over f}}}
sendo:
r = raio em metros
D = distância total em quilômetros
f = frequência transmitida em giga-hertz